# Карлос Мигел
Ка́рлос Миге́л да Си́лва Жу́ниор (порт.-браз. Carlos Miguel da Silva Júnior; 12 июня 1972, Бенту-Гонсалвис, Бразилия) — бразильский футболист, игравший на позиции полузащитника.

## Карьера
Карлос Мигел начал карьеру в 1992 году в бразильском клубе «Гремио», однако регулярно выходить на поле он стал только с приходом нового тренера Луиса Фелипе Сколари. В 1995 году он в составе этой команды выиграл Кубок Либертадорес.
В 1997 году он перешёл португальский «Спортинг», но не смог приспособиться к новому континенту и, вернувшись в Бразилию, перешёл в «Сан-Паулу».
В 2001 он был вызван в сборную Бразилии для участия в Кубке конфедераций 2001. Карлос Мигел забил второй гол в матче с Камеруном. Бразилия в конечном счёте вылетела из турнира в полуфинале. Пять матчей на этом турнире были его единственными играми за сборную.
Карлос Мигел закончил свою карьеру в 2007 году в клубе «Коринтианс Алагоано».

## Достижения
«Гремио»
- Чемпион лиги Гаушу: 1993, 1995, 1996
- Обладатель кубка Бразилии: 1994
- Обладатель кубка Либертадорес: 1995
- Обладатель Рекопа Южной Америки: 1996
- Чемпион Бразилии: 1996
- Обладатель кубка Бразилии: 1997

«Сан-Паулу»
- Чемпион лиги Паулиста: 1998, 2000
- Победитель турнира Рио-Сан-Паулу: 2001

«Интернасьонал»
- Чемпион лиги Гаушу: 2002